# Rubén Gámez
Rubén Gámez Contreras (né le 8 décembre 1928 à San Juan, Cananea, Sonora - décédé le 3 octobre 2002 à Ozumba, Estado de Mexico), était un cadreur, réalisateur, scénariste et producteur mexicain de courts métrages documentaires pour le cinéma et la télévision.

## Biographie
Rubén Gámez naquit dans l'État de Sonora au Mexique. Il y fit ses premiers pas de photographe en autodidacte, avec un appareil Kodak et un amplificateur conçu de ses propres mains. Il partit faire des études de photographie aux États-Unis au Trade-Technical College de Los Angeles puis à l'Université de Californie du Sud.
Il retourna au Mexique où il commença sa carrière professionnelle. En 1957, il fut invité à filmer un reportage sur la Grande Muraille de Chine. Le documentaire ne fut jamais post-produit mais il existe des copies des rushes originaux. En 1962, il réalisa Magueyes, une succession de photographies accompagnant la IXe Symphonie de Dmitri Chostakovitch. Magueyes est apprécié pour son style personnel, expérimental et dramatique, à la morale pacifiste. Le film, de neuf minutes, fut distribué en Europe comme préambule à Viridiana de Luis Buñuel, projeté notamment au Festival de Cannes, au Festival de Sestri Levante et à la Semaine du Cinéma de Mannheim.
En 1964, la STPC ouvrit au public le Premier Concours du Film Expérimental, qui prétendait donner à de nouveaux talents l'opportunité d'entrer dans l'industrie du cinéma mexicain, alors très fermée. La fórmula secreta, scénarisé par Santos Núñez, avec un texte de Juan Rulfo lu par Jaime Sabines, permit à Gámez de remporter le premier prix. Son ton novateur et expérimental met en parallèle des images d'un Mexique en perte d'identité, avec ses terres arides et désertes, et une population s'ouvrant au capitalisme, représenté par la firme Coca-Cola.
Dans les années 1970, Gámez tourna plusieurs courts métrages documentaires, notamment avec son confrère Carlos Velo. Il dut attendre 1992, pour réaliser Tequila, son unique long métrage, dédié aux femmes mexicaines. En 2000, sortit directement en vidéo Apuntes, hommage au compositeur Silvestre Revueltas. Rubén Gámez décéda d'un arrêt cardiaque le 3 octobre 2002, laissant inachevé son projet de fiction Mesoamérica.
En 2001, Rubén Gámez avait été récompensé par l'AMACC d'un Ariel d'Or Spécial pour l'ensemble de sa carrière, « profitable à l'enrichissement de la culture mexicaine ».

## Filmographie

### Comme réalisateur
- 1957 : La China popular
- 1962 : Magueyes
- 1965 : La fórmula secreta
- 1974 : Los murmullos
- 1974 : Grijalva; Río de oro
- 1974 : Fiesta mexicana en Washington
- 1976 : Valle de México
- 1976 : Hermitage en México
- 1992 : Tequila
- 2000 : Apuntes

### Comme cadreur
- 1957 : La China popular de lui-même
- 1973 : Baja California: Paralelo 28 de Carlos Velo
- 1974 : Vaticano: 120 años despues de Juarez de Carlos Velo
- 1974 : Romero solo de Julián Pastor
- 1974 : Los murmullos de lui-même
- 1974 : México-Europa: Las nuevas fronteras de Carlos Velo
- 1974 : México en una nuez d'Angel Flores Marini
- 1974 : Latinoamerica: un destino comun de Carlos Velo
- 1974 : Homenaje a Leon Felipe de Carlos Velo
- 1974 : Grijalva; Río de oro de lui-même
- 1974 : Fiesta mexicana en Washington de lui-même
- 1974 : En algún lugar de la tierra d'Óscar Menéndez
- 1974 : Baja California: Último paraíso de Carlos Velo
- 1974 : Con los pueblos del mundo de Carlos Ortiz Tejeda
- 1975 : La tierra de todos de Carlos Velo
- 1975 : Nación en marcha 8 d'Arturo Rosenblueth
- 1975 : Isabel II en México de Carlos Velo
- 1975 : Gimnasia danesa d'Angel Flores Marini
- 1975 : Ciudad y destino  de Manuel Michel
- 1976 : Vancouver habitat d'Epigmenio Ibarra
- 1976 : Valle de México de lui-même
- 1976 : La urbe d'Óscar Menéndez
- 1976 : Tesoros de l'ermitage en México d'Arturo Rosenblueth
- 1976 : México al exterior - 2da versión d'Angel Flores Marini
- 1976 : Hermitage en México de lui-même
- 1992 : Tequila de lui-même

### Comme scénariste
- 1953 - 1974 : Cine verdad (série TV)
- 1992 : Tequila

### comme producteur
- 1957 : La China popular de lui-même
- 1976 : Valle de México de lui-même
- 1976 : Hermitage en México de lui-même

## Distinctions

### Récompenses
- 1964 : Ier Concours du Cinéma Indépendant de la STPC pour La fórmula secreta
- 2001 : Ariel d'Or Spécial pour l'ensemble de sa carrière

### Nominations
- 1977 : nommé pour l'Ariel du Meilleur Court Métrage pour Los murmullos
- 1993 : nommé pour l'Ariel du Meilleur Réalisateur et du Meilleur Film pour Tequila